# 박광철 (격투가)
박광철(朴光哲, 1977년 5월 27일)은 은퇴한 일본 태생 한국 이종격투기 선수이자 킥복싱 선수이다.